# Opažanje
Opažanje je opća metoda koja se prilagođava predmetu svake posebne znanosti. U psihologiji se opaža ponašanje ljudi (to jest sve vidljive i mjerljive reakcije ljudskoga organizma koje mogu pokazivati psihonervnu aktivnost). U tu svrhu koriste se takozvani psihologijski mjerni instrumenti, kao što su primjerice testovi (za mjerenje intelektualne razvijenosti, psihomotorni testovi i tako dalje). Meteorološki uređaji ili meteorološki instrumenti služe za opažanje, mjerenje i bilježenje atmosferskih pojava.